# Internet news
La rivista Internet news, pubblicata dall'editore Tecniche Nuove di Milano a partire dal 1995, è stata la prima rivista in lingua italiana interamente dedicata al fenomeno Internet.
Nel decennio 1995-2005 Internet News ha contribuito alla diffusione in Italia delle competenze di base sulla Rete e sugli strumenti software per utilizzarla, anche attraverso la pubblicazione di raccolte tematiche di programmi di utilità open source. Direttore tecnico della rivista fin dalla fondazione è stato Ernesto Damiani; la direzione editoriale, retta nei primi anni da Renato Fumi, è poi passata a Marcello Oddini.
La rivista ha cessato le pubblicazioni nel 2005.